# Letland op het Eurovisiesongfestival 2008

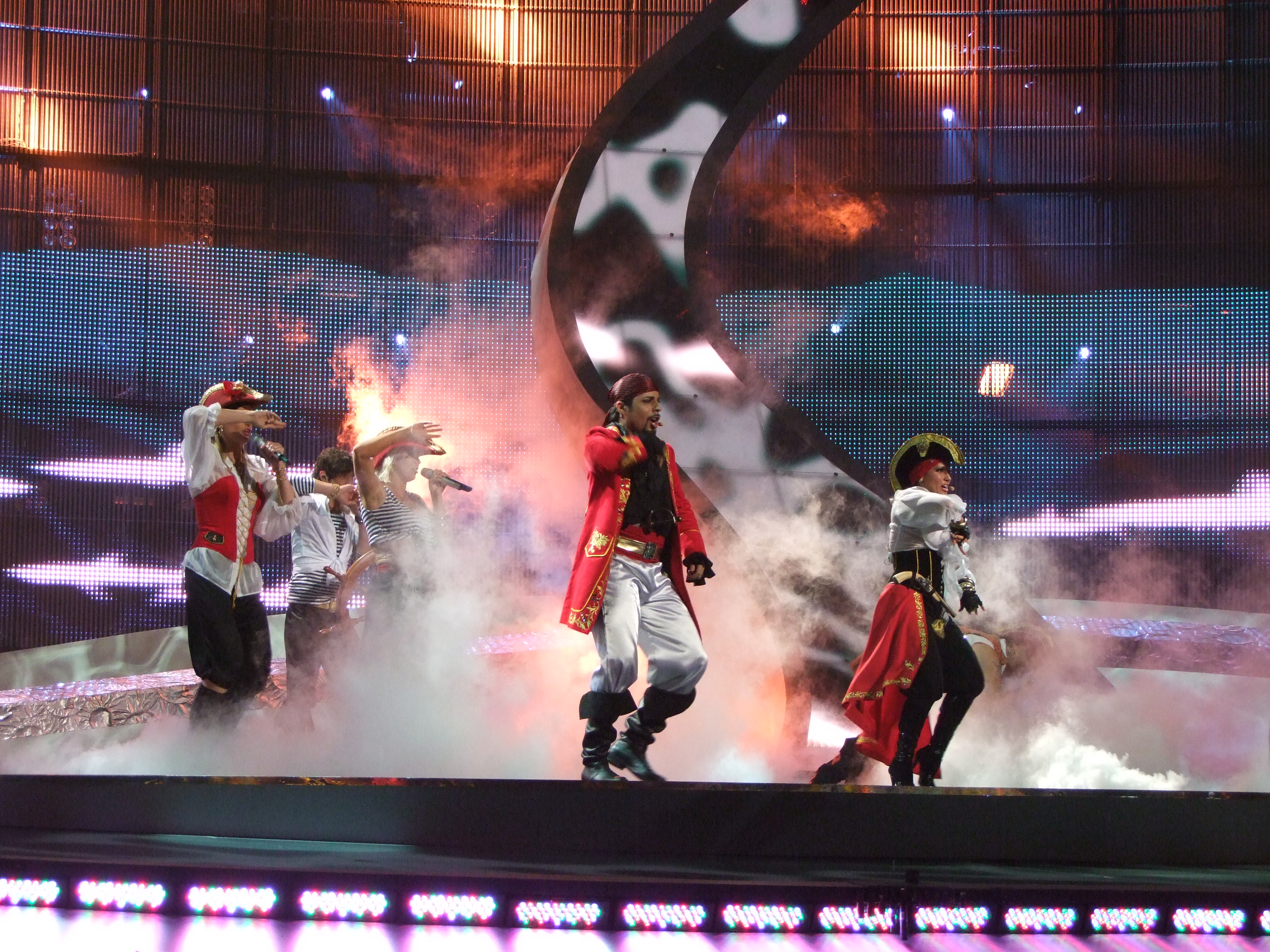
Pirates of the Sea tijdens het Eurovisiesongfestival 2008

Letland nam deel aan het Eurovisiesongfestival 2008 in Belgrado, Servië. Het was de 8ste deelname van het land op het Eurovisiesongfestival. De selectie verliep via het jaarlijkse Eirodziesma, waarvan de finale plaatsvond op 1 maart 2008. LTV was verantwoordelijk voor de Letse bijdrage voor de editie van 2008.

## Selectieprocedure
De nationale finale werd gehouden op 24 februari 2007.
In totaal deden er tien artiesten mee aan deze finale en de winnaar werd gekozen door middel van televoting. 
Er waren twee ronden, na de eerste ronde bleven er maar drie artiesten over.

### Nationale finale
| Volgorde | Artiest                        | Lied                      | Ronde 1 | Plaats | Ronde 2 | Plaats |
| -------- | ------------------------------ | ------------------------- | ------- | ------ | ------- | ------ |
| 1        | Deja vu                        | "I’m a Part Of You"       | 1,485   | 7      |         |        |
| 2        | Kristīna Zaharova feat. Julian | "Until You Find A Friend" | 862     | 9      |         |        |
| 3        | Sabīne Berezina                | "If I Only Knew"          | 5,142   | 5      |         |        |
| 4        | Pirates of the Sea             | "Wolves of the Sea"       | 16,818  | 1      | 29 228  | 1      |
| 5        | Peter Garden & Juris Vizbulis  | "Memory Lane"             | 1,932   | 6      |         |        |
| 6        | Funky Drivers                  | "Summertime"              | 1,245   | 8      |         |        |
| 7        | Triana Park                    | "Bye Bye"                 | 5,656   | 4      |         |        |
| 8        | Elizabete Zagorska             | "Take Me Home"            | 599     | 10     |         |        |
| 9        | Aisha                          | "You Really Got Me Going" | 8,021   | 3      | 22,721  | 2      |
| 10       | Andris Ērglis                  | "Broken Lullaby"          | 10,751  | 2      | 21,580  | 3      |

## In Belgrado
In de halve finales moest het land aantreden als 10de, net na Wit-Rusland en voor Kroatië. Op het einde van de avond bij de onthulling van de enveloppen bleek het land de finale bereikt te hebben. Ze eindigden op een 6de plaats met 86 punten.
Men ontving 1 keer het maximum van de punten.
België en Nederland zaten in de andere halve finale.
In de finale moest Letland aantreden als 14de , net na Portugal en voor Zweden.
Op het einde van de puntentelling bleek dat Letland 12de was geworden met 83 punten.
Men ontving 1 keer het maximum van de punten.
België en Nederland hadden geen punten over voor deze inzending.

### Gekregen punten

#### Halve Finale
| 12 punten                        | 10 punten         | 8 punten | 7 punten            | 6 punten                                               |
| -------------------------------- | ----------------- | -------- | ------------------- | ------------------------------------------------------ |
| - Litouwen                       | - Portugal        | - Zweden | - IJsland           | - Denemarken - Georgië - Kroatië - Malta - Wit-Rusland |
| 5 punten                         | 4 punten          | 3 punten | 2 punten            | 1 punt                                                 |
| - Tsjechië - Verenigd Koninkrijk | - Noord-Macedonië |          | - Oekraïne - Servië | - Bulgarije                                            |

#### Finale
| 12 punten | 10 punten                        | 8 punten                         | 7 punten                     | 6 punten     |
| --------- | -------------------------------- | -------------------------------- | ---------------------------- | ------------ |
| - Ierland | - Litouwen - Verenigd Koninkrijk | - Portugal                       | - Estland - Portugal         | - Denemarken |
| 5 punten  | 4 punten                         | 3 punten                         | 2 punten                     | 1 punt       |
|           | - Kroatië - IJsland              | - Montenegro - Tsjechië - Zweden | - Andorra - Georgië - Spanje |              |

### Punten gegeven door Letland

#### Halve Finale
Punten gegeven in de halve finale:
| Punten    | Land        |
| --------- | ----------- |
| 12 punten | Litouwen    |
| 10 punten | Georgië     |
| 8 punten  | Denemarken  |
| 7 punten  | Kroatië     |
| 6 punten  | Oekraïne    |
| 5 punten  | Wit-Rusland |
| 4 punten  | Malta       |
| 3 punten  | Portugal    |
| 2 punten  | IJsland     |
| 1 punt    | Bulgarije   |

#### Finale
Punten gegeven in de finale:
| Punten    | Land         |
| --------- | ------------ |
| 12 punten | Rusland      |
| 10 punten | Oekraïne     |
| 8 punten  | Georgië      |
| 7 punten  | Denemarken   |
| 6 punten  | Noorwegen    |
| 5 punten  | Kroatië      |
| 4 punten  | Azerbeidzjan |
| 3 punten  | Frankrijk    |
| 2 punten  | IJsland      |
| 1 punt    | Finland      |